# Sister Bay
Sister Bay est un village américain située dans le comté de Door au Wisconsin.